# Scoloderus
Scoloderus es un género de arañas araneomorfas de la familia Araneidae. Se encuentra en  América.

## Lista de especies
Según The World Spider Catalog 12.0:
- Scoloderus ackerlyi Traw, 1996
- Scoloderus cordatus (Taczanowski, 1879)
- Scoloderus gibber (O. Pickard-Cambridge, 1898)
- Scoloderus nigriceps (O. Pickard-Cambridge, 1895)
- Scoloderus tuberculifer (O. Pickard-Cambridge, 1889)